# Lo stupro di Nanchino
Lo stupro di Nanchino. L'olocausto dimenticato della seconda guerra mondiale è un saggio di Iris Chang del 1997 sul massacro di Nanchino del 1937-38, ovvero le atrocità perpetrate dall'esercito giapponese dopo la presa di Nanchino, allora capitale della Cina.

## Trama
Sulla base di una ricca documentazione, l'autrice ricostruisce gli eventi che hanno portato al massacro secondo tre differenti punti di vista: quello dei giapponesi, quello dei cinesi e quello degli occidentali che rimasero in città e cercarono di salvare vite umane istituendo la "zona di sicurezza di Nanchino".

## Reazioni
Si tratta di uno dei primi libri in lingua inglese ad aver fatto conoscere la storia del massacro di Nanchino ai lettori sia occidentali che asiatici, ed è stato tradotto in molte lingue. Il libro ha portato fama all'autrice, ma è anche controverso. È stato detto che "mostra molto più chiaramente di ogni testo precedente ciò che i Giapponesi hanno fatto", ma taluni vi hanno riscontrato "gravi lacune", "disinformazione" e "spiegazioni stravaganti".

## Fonti
Fonti importanti del saggio sono i diari di Minnie Vautrin e quelli di John Rabe, il nazista tedesco che, con l'incarico di direttore della "zona di sicurezza" di Nanchino, usò l'immunità datagli dall'essere membro del partito nazista, alleato dei Giapponesi, per salvare le vite di 250.000 cinesi inermi. La storia di Rabe è raccontata anche nel film John Rabe di Florian Gallenberger.

## Edizioni
- Iris Chang, Lo stupro di Nanchino. L’olocausto dimenticato della seconda guerra mondiale, Milano, Corbaccio, 2000.